# 史密斯群島
史密斯群島（英語：Smith Islands）是南極洲的群島，位於威爾克斯地，處於特雷西角附近，屬於風車群島的一部分，根據美國海軍拍攝空中照片繪入地圖，現時由南極條約體系管理。